# Slot 2
Slot 2 или иначе Слот 2 — щелевой разъём для установки процессора, выпущенный фирмой Intel в 1998 году специально для использования с мощным для того времени процессором Pentium II Xeon. Этот разъём использовался на данной модели процессора, а позднее и на некоторых моделях процессоров Pentium III Xeon.

## История разработки и выпуска слота
Slot 1 и Slot 2 были разработаны Intel как замена их Zero Insertion Force (ZIF) разъёмов, наиболее известным из которых является Socket 7. Slot 2 не предназначался для замены уже существующего разъёма Slot 1, который использовался на домашних компьютерах, а должен был устанавливаться на рабочие станции и серверы высшего уровня. Он разрабатывался специально для использования с процессором Xeon как новый разъём для материнских плат и был предназначен для установки процессора Pentium II внутри специального кожуха, увеличенного в размерах по сравнению с предыдущими моделями. Предшественником этого разъёма является Socket 8, а его наследниками — Socket 603 и Socket 604. В дальнейшем разъём Slot 2 использовался и на процессорах Pentium III Xeon, но позже был заменён разъёмом Socket 370.

## Общие сведения
Данный разъём для установки процессора похож на разъём AGP. Блок с процессором представляет собой небольшую плату с системой охлаждения, одетую в кожух. Из-за этого она очень похожа на картридж для игровых приставок. Разъём имеет 330 контактов. Частота шины в первых моделях составляла 100 МГц, а в дальнейшем была увеличена до 133 МГц.
Основной особенностью в то время нового процессора Intel Pentium II Xeon стало использование 36-разрядного адреса, а не 32-разрядного, как это было для остальных процессоров ряда x86, начиная с модели 80 386. Но для этого уже не хватало 4 Гбайт физической памяти, поэтому была расширена кэш-память второго уровня до 2 Мбайт. В отличие от многих процессоров того же сегмента рынка, что и Xeon, которые выпускались в виде набора из нескольких отдельных кристаллов (процессор, контроллер памяти, сопроцессор и так далее), новый процессор имел только отделённый кэш.
На стандартной материнской плате можно устанавливать до 4 разъёмов Slot 2, а если использовать специальные чипсеты, то количество разъёмов можно дополнительно увеличить. Процессоры, которые устанавливали в разъём Slot 2, поддерживали кэширование до 64 Гбайт памяти. Картридж имел дополнительный объём, который был использован для установки чипов SRAM, которые позволили кэш-памяти второго уровня (L2) работать на тактовой частоте процессора.

## Технические решения
Разрабатываемый процессор Pentium II Xeon работал быстрее, чем предыдущие модели, но в процессе разработки были отмечены следующие проблемы:
1. Новый процессор был несовместим с существующими шинами, так как он использовал 36-разрядный, а не 32-разрядный адрес.
2. Старые шины не обеспечивали необходимой скорости передачи данных, поэтому эту скорость нужно было увеличить.
3. Необходимо было обеспечить более сильное охлаждение для нового процессора. Это было связано с тем, что ядро процессора стало более сложным, и, кроме того, кэш-память второго уровня, работающая на тактовой частоте процессора, занимала больше места и нагревалась.

В итоге выпущенная новая шина Slot 2 удовлетворяла всем предъявленным требованиям по совместимости, по скорости и по охлаждению: новый картридж стал больше, чем в старых моделях, и можно было установить более крупный радиатор, который обеспечивал необходимую степень охлаждения.